# 광양와우초등학교
광양와우초등학교(光陽臥牛初等學校)는 대한민국 전라남도 광양시에 있는 공립 초등학교이다.

## 학교 연혁
- 2023년 3월 1일 : 개교